# Eriosorus angustus
Eriosorus angustus là một loài dương xỉ trong họ Pteridaceae. Loài này được M. Kessler & A.R. Sm. mô tả khoa học đầu tiên năm 2007.